# Czerwone gardło
Czerwone gardło (norw. Rødstrupe) – powieść kryminalna norweskiego pisarza Jo Nesbø, opublikowana w 2000. Pierwsze polskie wydanie ukazało się w 2006 nakładem Wydawnictwa Dolnośląskiego, w tłumaczeniu Iwony Zimnickiej.
Jest trzecią powieścią, w której występuje postać komisarza Harry'ego Hole. Tytuł nawiązuje do ubarwienia rudzika (pliszki czerwonogardłej), a jednocześnie do metody stosowanej przez mordercę w powieści (przecinanie tętnicy szyjnej).

## Streszczenie
Głównym bohaterem powieści jest Harry Hole, który w trakcie większości jej akcji jest pracownikiem Politiets Sikkerhetstjeneste − norweskiej policji bezpieczeństwa, dokąd został przeniesiony z Wydziału Zabójstw komendy w Oslo po niefortunnym postrzeleniu ochroniarza prezydenta Stanów Zjednoczonych podczas wizyty tego polityka w Norwegii. Akcja powieści toczy się w dwóch płaszczyznach czasowych: w okresie II wojny światowej (pod Leningradem, w Wiedniu) i współcześnie względem czasu powstawania powieści w Norwegii, a także epizodycznie w Szwecji, Niemczech i RPA na przełomie lat 1999/2000.
Główne śledztwo rozpoczyna się, gdy Harry Hole dowiaduje się, że na terenie Norwegii znaleziono łuski amunicji do potężnego karabinu firmy Märklin. Według dostępnych mu informacji na terenie Norwegii nie powinno być ani jednej sztuki takiej broni. Poszukiwanie karabinu prowadzi Holego m.in. do Republiki Południowej Afryki, gdzie bierze udział w przesłuchaniu międzynarodowego handlarza bronią. Jego norweskim współpracownikiem okazuje się związany ze środowiskiem neonazistów "Książę" – to on dostarczył karabin do norweskiego klienta. Jego prawdziwą tożsamość odkrywa współpracowniczka Holego, Ellen Gjelten. Okazuje się, że "Książę" to Tom Waaler, jeden z pracowników policji w Oslo.
Żeby nie pozwolić, by informacja na temat jego prawdziwej tożsamości dotarła do kogokolwiek poza Ellen, "Książę" zabija współpracowniczkę Holego przy pomocy jednego ze związanych z nim neonazistów – Sverrego Olsena. Następnie tak aranżuje sytuację, że o zabójstwo Ellen oskarżony zostaje wyłącznie Olsen. Sam Waaler jedzie zatrzymać Olsena i doprowadzić na przesłuchanie, ale zamiast tego zabija go, pozorując opór podczas zatrzymania. W ten sposób likwiduje jedyną osobę, która może go zdemaskować. W tym tomie serii Waaler nie zostaje już więcej zdekonspirowany.
Równolegle zamordowani zostają minister spraw zagranicznych Norwegii i norwescy weterani drugiej wojny światowej. Strzelano do nich z karabinu Märklin. Hole kontynuuje śledztwo, które prowadzi go głębiej w środowisko i dylematy norweskich uczestników drugiej wojny światowej – zarówno tych, którzy dołączyli do nazistów, jak i tych, którzy związali się z norweskim ruchem oporu.
W finale Harry Hole udaremnia zamach na księcia Norwegii. Sprawcą morderstw weteranów i niedoszłym zamachowcem okazuje się inny z weteranów, który w czasie drugiej wojny światowej dołączył do nazistów, a w wyniku traumatycznych doświadczeń na froncie prawdopodobnie zapadł na rozdwojenie jaźni. Motywem jego morderstw była zemsta za zdradę narodu norweskiego w czasie wojny i niedługo po niej. Jej najwyraźniejszym przykładem była ucieczka rodziny królewskiego do Wielkiej Brytanii w czasie wojny.
W tym tomie Harry Hole poznaje Rakel Fauke i rozpoczyna się ich romans.